# Lucida
Lucida és una tipografia monoespaiada de pal sec.

## Lucida Blackletter
Lucida Blackletter: font tipogràfica creada el 1991 que forma part de la macro família Lucida original dels tipògrafs Kris Holmes (1950) i Charles Bigelow (1945). És una tipografia gòtica que recorda a l'escriptura medieval però amb un estil modernista, ja que manté l'equilibri entre la llegibilitat de les fonts modernes sense perdre les característiques pròpies de les gòtiques. Sense carregar en accés els caràcters de Lucida Blackletter els autors van aconseguir una font gòtica diferent de les que hi havia fins al moment potenciant la seva senzillesa. Lucida Blackletter s'apropa a l'usuari domèstic allunyant-se de les fonts més gòtiques utilitzades bàsicament en el disseny de tota classe en el que la importància recau en el dibuix dels caràcters. La llicència de la família Lucida i, per tant, també de la Blackletter està en mans d'Ascender Corporation. Segons el mètode de classificació tipogràfic de classificació Vox-ATypI, aquesta font s'emmarcaria dins la categoria Fractura, també coneguda com a gòtica.

### Descripció tècnica
Gran diferència entre traços remarcant així el vèrtex del caràcter
Lleugera Inclinació de l'eix
Les seves corbes donen aquest estil modernista
Consta de cua, la part oberta de la g.
Té un ris pronunciat imitant l'escriptura medieval manual
Trenca amb la majoria d'anells amb un traç rectilini